# ユメソコグツ属
ユメソコグツ属（学名：Coelophrys）は、アンコウ目アカグツ科の下位分類群の1つ。西太平洋とインド洋に分布する。

## 分類と名称
1902年にドイツの動物学者であるアウグスト・ブラウアーによって、ユメソコグツを記載した際に単型属として提案された。ユメソコグツのタイプ産地は、東インド洋、大アチェ県リュープンの西約50km、北緯5°23'02"、東経94°48'01"、深度1,024mとされた。アカグツ科の「インド太平洋クレード」に分類されている。学名は「coelo (くぼみ)」と「phrys (額)」を組み合わせたもので、誘引突起が収納される額の窪みに由来する。

## 下位分類
6または7種が分類されている。C. oblonga はムシフウリュウウオ属として扱われることが多い。
- Coelophrys arca H. M. Smith & Radcliffe, 1912
- Coelophrys bradburyae Endo & G. Shinohara, 1999 ワカタカユメソコグツ
- Coelophrys brevicaudata A. B. Brauer, 1902 ユメソコグツ
- Coelophrys brevipes H. M. Smith & Radcliffe, 1912
- Coelophrys micropa Alcock, 1891 トゲユメソコグツ
- Coelophrys mollis H. M. Smith & Radcliffe, 1912
- Coelophrys oblonga H. M. Smith & Radcliffe, 1912

## 分布と生息地
インド洋から西太平洋にかけて、水深423 mから少なくとも1400 mの深海に生息する。成魚は他のアンコウ類の浮遊幼生に似た形態をしており、胸鰭と腹鰭が縮小していることから、底魚でなく浮魚であることが示唆されている。

## 形態
垂直ではない箱型の頭部、非常に短い尾柄、大きな口が特徴である。額の窪みは非常に大きく、そこに誘引突起が折り畳まれている。エスカは側面に2つの葉があり、中央部分は細長い。眼の上には皮褶が無く、腹鰭は折れ曲がらず直線的である。口蓋には歯がなく、舌にもほとんど歯は無い。鱗は単純な隆起で、側線は分岐する。前鰓蓋には棘が無い。小型魚であり、最大のトゲユメソコグツであっても全長は8.4 cmである。